# La Gendronnière

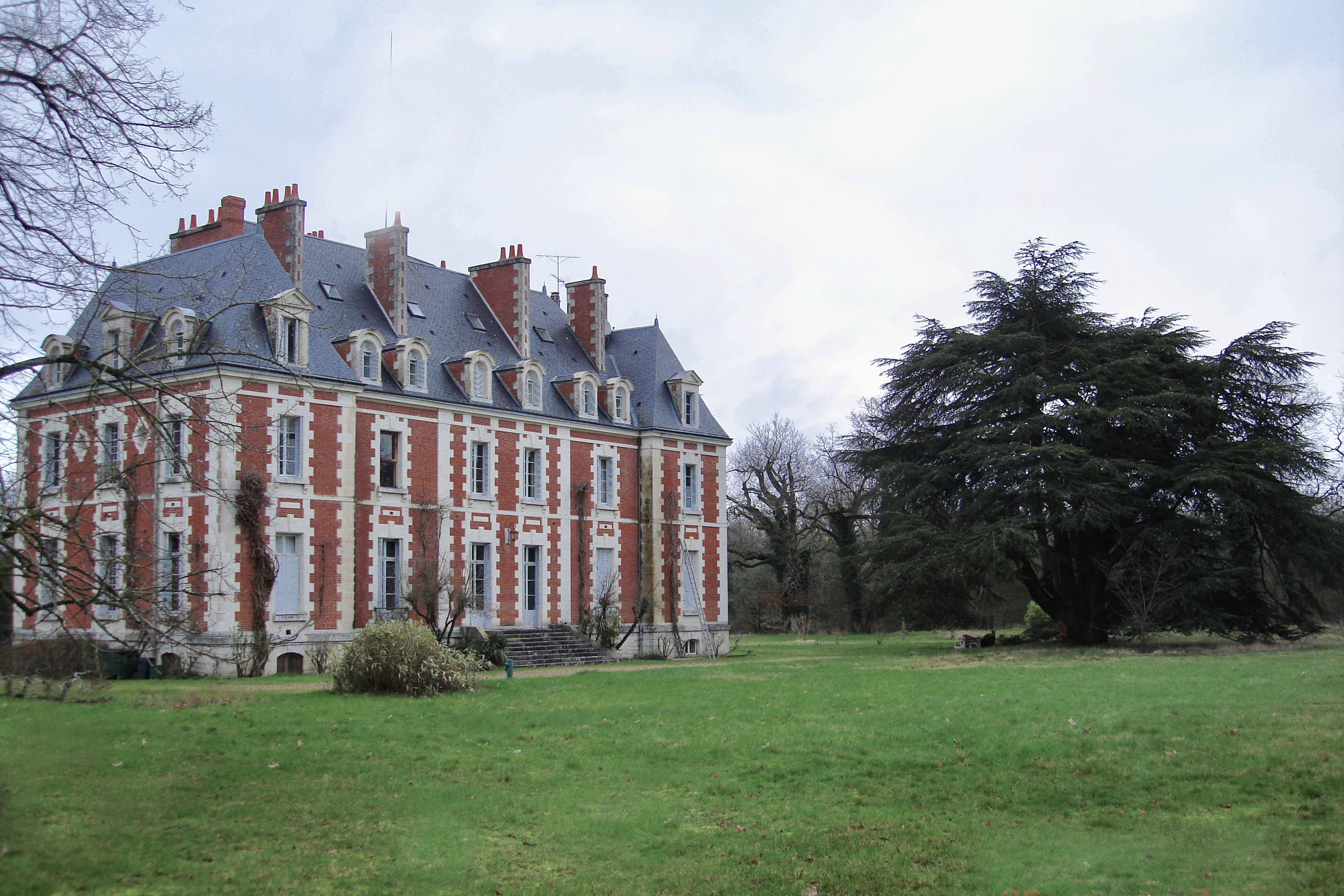
Das Schloss

Der 1980 gegründete Tempel La Gendronnière in der Nähe von Blois ist einer der europäischen Haupttempel der Sōtō-Schule des Zen-Buddhismus. La Gendronnière ist ein Schloss und ein Besitz von 75 Hektar in einem Wald am Rand der Sologne gelegen, im Loire-Tal, 15 Kilometer südlich von Blois.

## Geschichte und Lage

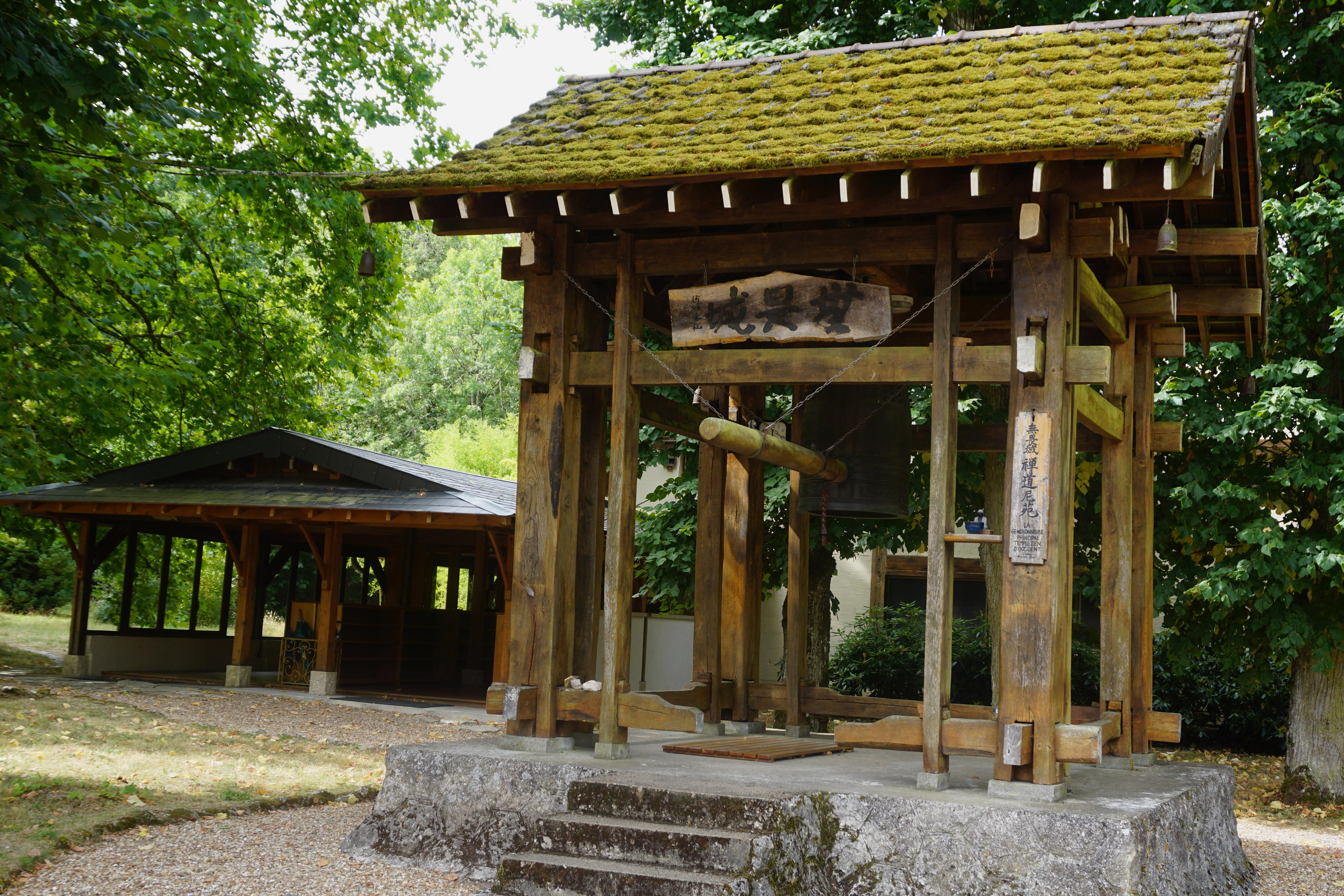
Große Glocke (Bonsho) und links der Eingang zum großen Dojo

Der Tempel wurde 1980 von Meister Taisen Deshimaru gegründet, der das Sōtō-Zen von Japan nach Frankreich brachte. Sein vollständiger Name ist Zendonien Tai Sei Bukkyo Dai Ichi, was soviel bedeutet wie: „Haupt-Soto-Dojo des Westens für die Lehre des Buddha“. Ein Schild an der großen Glocke bezeichnet den Ort als „La Gendronnière, der Haupttempel des Zen im Westen“. Schloss ohne Furcht.

In der Folge wurde der Sōtō-Tempel zum Versammlungsort für die verschiedenen Sanghas im Zusammenhang mit Meister Deshimaru. Alljährlich findet dort ein Sommerlager (Sesshin) statt und alle 2 bis 3 Jahre werden Kolloquien mit mehreren hundert Teilnehmern abgehalten. Das Sommerlager steht in der Tradition des Ango (der Zeit des sommerlichen Rückzugs), die durch Siddhartha Gautama gegründet wurde und durch Meister Deshimaru aktualisiert und an unsere Zeit angepasst wurde. Zum Ango finden sich Praktizierende aus aller Welt zusammen. 

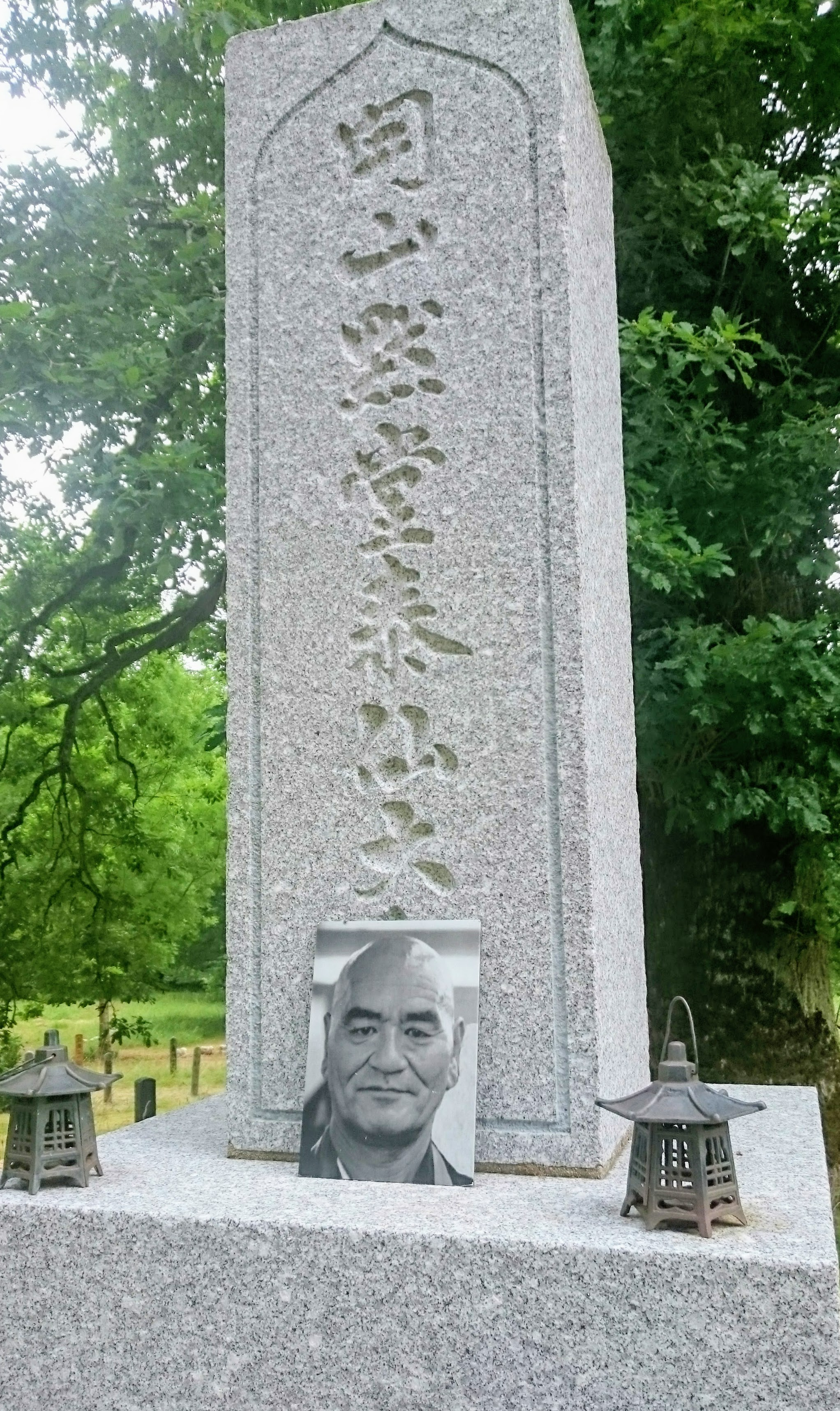
Grab von Taisen Deshimaru

Jeden Monat werden im Tempel Sesshins organisiert. Die Unterweisung wird wie beim Sommerlager von den ältesten Schülern des Gründers gegeben.  Gleichzeitig finden andere Arten von thematischen Retreats und Workshops (z. B. Shodō, Kalligraphie; Sumi-e, Pinsel- und Tuschemalerei; Ikebana, Blumenarrangements) statt, welche  das  Erlernen einer Kunst oder Disziplin mit der Zen-Meditation kombinieren: Retreats wie „Goldene Hände“, „Der Geist der Geste“, „Künste und Gesundheit“ usw.
Heute ist der Tempel La Gendronnière der Mittelpunkt der großen Sangha, die die Association Zen Internationale darstellt. Hunderte Schüler aus allen Nationen, jeden Alters und sehr verschiedener Herkunft versammeln sich dort, um in der größten Konzentration Sitzmeditation (Zazen), Zeremonien, meditative Arbeit für die Gemeinschaft (Samu) für die Gemeinschaft der Praktizierenden (Sangha) zu praktizieren und eine Unterweisung zu empfangen, die es erlaubt, das Verständnis der Lehre Buddhas zu vertiefen. Das ganze Jahr hindurch werden dort mit zahlreichen Sesshins intensive Übungsperioden organisiert.
Nach dem Tod von Deshimaru (1982) wurde ein Teil seiner Asche auf La Gendronnière beigesetzt.

## Gebäude
Taisen Deshimaru ließ von seinen Schülern zusätzlich zum Schloss aus dem 19. Jahrhundert und den bestehenden Nebengebäuden einen großen Dōjō errichten, der bis zu 400 Praktizierende aufnehmen kann. Unter seiner Leitung wurde auch eine völlig neue Infrastruktur (sanitäre Anlagen, Küche, Unterkünfte) errichtet.
Der Tempelkomplex besteht aus mehreren Gebäuden. Mittelpunkt ist das große 400 m², umfassende Dojo (Meditationshalle), in dem Zazen (Sitzmeditation), Kinhin (Gehmeditation) und Zeremonien stattfinden. Später wurde neben dem großen Dojo ein kleineres Dojo für die tägliche Praxis errichtet. Der gesamte Komplex befindet sich in einem 80 Hektar großen Gelände, inmitten eines großen Waldes mit kleinen Seen.

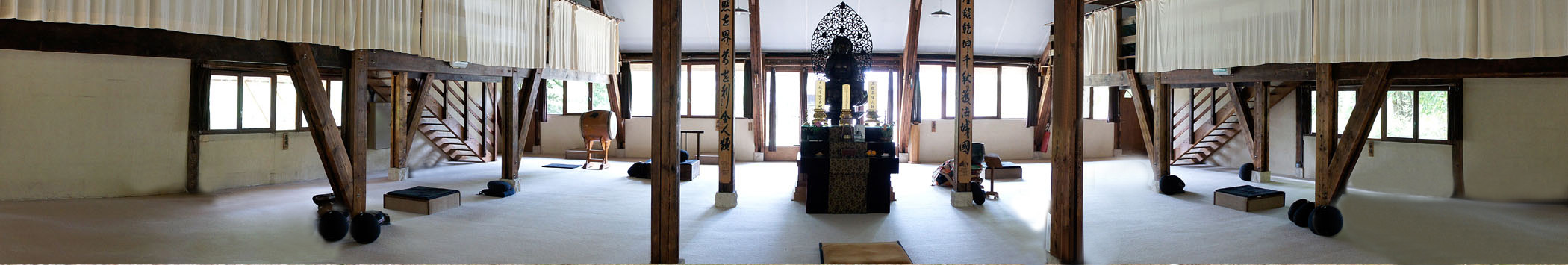
Innenansicht des großen Dojos

## Meister und Lehrer (Auswahl)
Philippe Reiryu Coupey (* 1937) kam 1968 aus den USA nach Frankreich. Ab 1972 praktizierte er Zazen im Pariser Dojo bei Meister Deshimaru. Er leitet seit 1980 Sesshins in Europa und ist seit 1982 Lehrer in Paris. Philippe Coupey ist derzeit der spirituelle Leiter von etwa 30 Dojos und Gruppen in Frankreich, Deutschland und der Schweiz. Seit 1994 leitet er jedes Jahr ein Sommerlager.
Jiko Simone Wolf (* 1940) begann ihre Zazen-Praxis bei Deshimaru im Dojo Pernety in Paris. Nach seinem Tod gründete sie 1982 das Zen-Zentrum von La Chaux-de-Fonds in der Schweiz. 2004 erhielt sie die Dharma-Übertragung von Yuko Okamoto Rōshi und gründete 2009 den Tempel Ryokuinzan-Kōsetsu-ji in der Nähe von La Chaux-de-Fonds, verbreitet Sōtō-Zen hauptsächlich in der Schweiz und ist eine der Verantwortlichen der AZI.
Roland Yuno Rech (* 1944) war von 1972 bis 1982 Schüler von Taisen Deshimaru. Seit dem Tod seines Meisters widmet sich Rech der Praxis und der Unterweisung des Zen bei der AZI. 1984 erhielt er die Dharma-Übertragung von Niwa Rempo Zenji. Er leitet den Tempel Gyobutsu-ji in Nizza (Frankreich) und Sesshins in mehreren Ländern, vor allem in Frankreich, Belgien, Deutschland und Italien.
Laure Hosetsu Scemama (* 1948) praktiziert seit 1977. Sie hat sich aktiv in den Dōjōs von Marrakesch und Toulon engagiert, war Gründungsmitglied des Klosters Kanshoji (Dordogne) und gründete 2003 das Zen-Zentrum Limoges. Sie lehrt in Frankreich und im Ausland und erhielt 2008 die Dharma-Übertragung von Donin Minamizawa Rōshi. Sie ist ein Kyoshi (zertifizierter Lehrer), stellvertretende Äbtissin des Klosters Kanshoji und eine der Verantwortlichen der AZI.
Olivier Reigen Wang-Genh (* 1955) praktiziert seit 1973 und folgte seinem Meister bis zu dessen Tod. Das von ihm geleitete Dōjō von Straßburg wurde zum regionalen Zentrum. 1999 gründete er den Tempel Kosan Ryumon Ji in Weiterswiller im Elsass. 2001 erhielt er die Dharma-Übertragung von Meister Dosho Saikawa. Er war mehrmals Präsident der Französischen Buddhistischen Union und ist einer der Verantwortlichen der AZI.

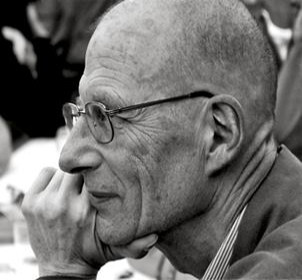
Meister Philippe Reiryu Coupey
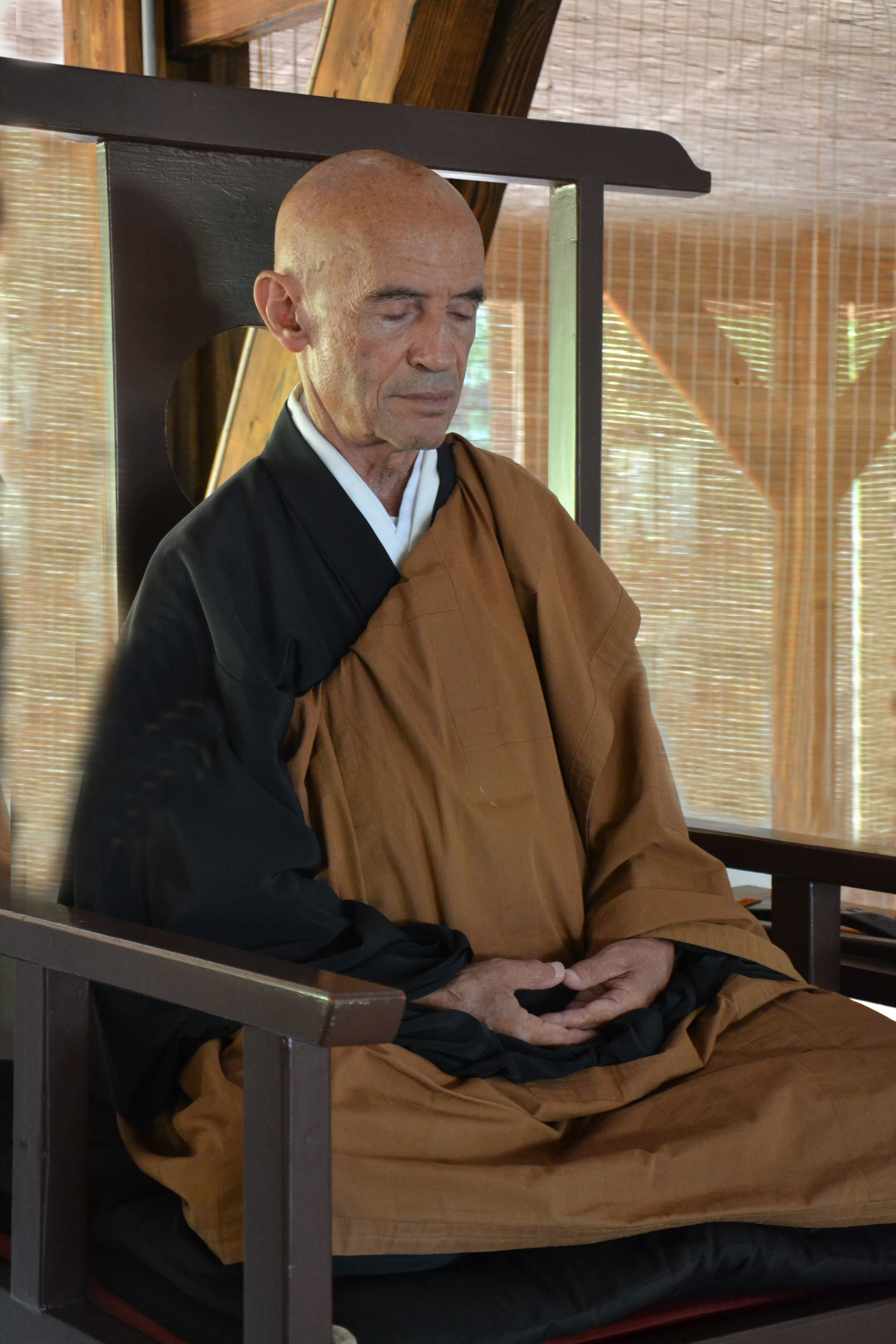
Meister Roland Yuno Rech (Gendronniére)
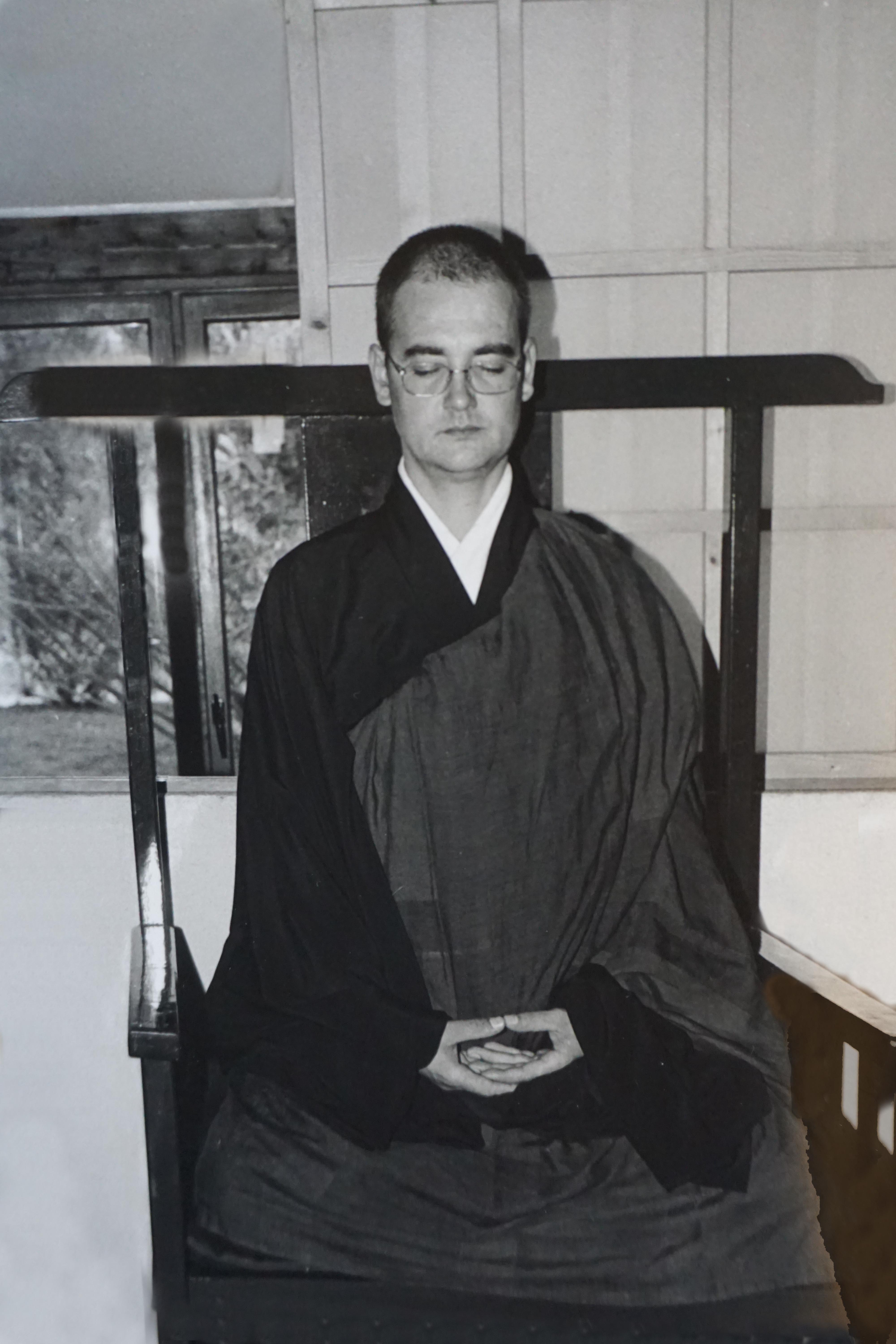
Meister Olivier Wang-Genh (Gendronniére 1994)